# Lijst van voetbalinterlands Irak - Koeweit
Deze lijst van voetbalinterlands is een overzicht van alle officiële voetbalwedstrijden tussen de nationale teams van Irak en Koeweit. De landen hebben tot op heden 34 keer tegen elkaar gespeeld. De eerste ontmoeting, een wedstrijd tijdens de Arab Nations Cup 1964, werd gespeeld in Koeweit op 13 november 1964. De laatste confrontatie, een kwalificatiewedstrijd voor het Wereldkampioenschap voetbal 2026, vond plaats op 20 maart 2025 in Basra.

## Wedstrijden
| №  | Plaats    | Datum             | Competitie                 | Wedstrijd      | Uitslag |
| -- | --------- | ----------------- | -------------------------- | -------------- | ------- |
| 1  | Koeweit   | 13 november 1964  | Arab Nations Cup 1964      | Koeweit − Irak | 0 − 1   |
| 2  | Bagdad    | 5 april 1966      | Arab Nations Cup 1966      | Irak − Koeweit | 3 − 1   |
| 3  | Bangkok   | 10 december 1971  | Azië Cup 1972 kwalificatie | Koeweit − Irak | 1 − 1   |
| 4  | Bangkok   | 24 december 1971  | Azië Cup 1972 kwalificatie | Koeweit − Irak | 0 − 1   |
| 5  | Bagdad    | 7 januari 1972    | Palestina Cup 1972         | Irak − Koeweit | 3 − 1   |
| 6  | Doha      | 8 april 1976      | Golf Cup of Nations 1976   | Koeweit − Irak | 2 − 2   |
| 7  | Doha      | 15 april 1976     | Golf Cup of Nations 1976   | Koeweit − Irak | 4 − 2   |
| 8  | Teheran   | 10 juni 1976      | Azië Cup 1976              | Koeweit − Irak | 3 − 2   |
| 9  | Bangkok   | 18 december 1978  | Aziatische Spelen 1978     | Irak − Koeweit | 3 − 0   |
| 10 | Bagdad    | 29 maart 1979     | Golf Cup of Nations 1979   | Irak − Koeweit | 3 − 1   |
| 11 | New Delhi | 25 november 1982  | Aziatische Spelen 1982     | Koeweit − Irak | 2 − 1   |
| 12 | New Delhi | 4 december 1982   | Aziatische Spelen 1982     | Irak − Koeweit | 1 − 0   |
| 13 | Masqat    | 22 maart 1984     | Golf Cup of Nations 1984   | Koeweit − Irak | 1 − 3   |
| 14 | Riffa     | 3 april 1986      | Golf Cup of Nations 1986   | Irak − Koeweit | 1 − 2   |
| 15 | Koeweit   | 21 februari 1987  | Vriendschappelijk          | Koeweit − Irak | 2 − 0   |
| 16 | Riyad     | 8 maart 1988      | Golf Cup of Nations 1988   | Irak − Koeweit | 1 − 0   |
| 17 | Bagdad    | 15 oktober 1989   | Vriendschappelijk          | Irak − Koeweit | 1 − 0   |
| 18 | Koeweit   | 8 november 1989   | Vriendschappelijk          | Koeweit − Irak | 2 − 1   |
| 19 | Koeweit   | 28 februari 1990  | Golf Cup of Nations 1990   | Koeweit − Irak | 1 − 1   |
| 20 | Koeweit   | 26 november 2005  | Vriendschappelijk          | Koeweit − Irak | 0 − 0   |
| 21 | Koeweit   | 21 maart 2008     | Vriendschappelijk          | Koeweit − Irak | 0 − 0   |
| 22 | Masqat    | 10 januari 2009   | Golf Cup of Nations 2009   | Irak − Koeweit | 1 − 1   |
| 23 | Abu Dhabi | 17 november 2010  | Vriendschappelijk          | Irak − Koeweit | 1 − 1   |
| 24 | Aden      | 2 december 2010   | Golf Cup of Nations 2010   | Koeweit − Irak | 2 − 2   |
| 25 | Sharjah   | 29 maart 2011     | Vriendschappelijk          | Koeweit − Irak | 1 − 0   |
| 26 | Amman     | 13 juli 2011      | Vriendschappelijk          | Irak − Koeweit | 0 − 2   |
| 27 | Isa       | 9 januari 2013    | Golf Cup of Nations 2013   | Irak − Koeweit | 1 − 0   |
| 28 | Riyad     | 14 november 2014  | Golf Cup of Nations 2014   | Irak − Koeweit | 0 − 1   |
| 29 | Sharjah   | 22 december 2014  | Vriendschappelijk          | Irak − Koeweit | 1 − 1   |
| 30 | Farwaniya | 10 september 2018 | Vriendschappelijk          | Koeweit − Irak | 2 − 2   |
| 31 | Basra     | 27 januari 2021   | Vriendschappelijk          | Irak − Koeweit | 2 − 1   |
| 32 | Basra     | 30 december 2022  | Vriendschappelijk          | Irak − Koeweit | 1 − 0   |
| 33 | Koeweit   | 10 september 2024 | WK 2026 kwalificatie       | Koeweit − Irak | 0 − 0   |
| 34 | Basra     | 20 maart 2025     | WK 2026 kwalificatie       | Irak − Koeweit | 2 − 2   |

## Samenvatting
| Competitie            | Totaal gespeeld | Winst Irak | Gelijk | Winst Koeweit | Doelsaldo Irak – Koeweit |
| --------------------- | --------------- | ---------- | ------ | ------------- | ------------------------ |
| WK-kwalificatie       | 2               | 0          | 2      | 0             | 2 − 2                    |
| Azië Cup              | 1               | 0          | 0      | 1             | 2 − 3                    |
| Azië Cup-kwalificatie | 2               | 1          | 1      | 0             | 2 − 1                    |
| Golf Cup of Nations   | 11              | 4          | 4      | 3             | 17 − 15                  |
| Arab Nations Cup      | 3               | 3          | 0      | 0             | 7 − 2                    |
| Aziatische Spelen     | 3               | 2          | 0      | 1             | 5 − 2                    |
| Vriendschappelijk     | 12              | 4          | 5      | 3             | 10 − 11                  |
| Totaal                | 34              | 14         | 12     | 8             | 43 − 35                  |

IFA · A-internationals · Statistieken · Iraaks vrouwenelftal · Irak U21 · Irak U20 · Irak U19 · Irak U18 · Irak U17
1950 – 1969 ·
1970 – 1979 ·
1980 – 1989 ·
1990 – 1999 ·
2000 – 2009 ·
2010 – 2019 ·
2020 − 2029
Afghanistan ·
Algerije ·
Argentinië ·
Australië ·
Azerbeidzjan ·
Bahrein ·
België ·
Bolivia ·
Botswana ·
Brazilië ·
Cambodja ·
Chili ·
China ·
Colombia ·
Congo-Kinshasa ·
Cyprus ·
DDR ·
Ecuador ·
Egypte ·
Estland ·
Filipijnen ·
Finland ·
Ghana ·
Guinee ·
Hongkong ·
India ·
Indonesië ·
Iran ·
Japan ·
Jemen ·
Jordanië ·
Kazachstan ·
Kenia ·
Kirgizië ·
Koeweit ·
Libanon ·
Liberia ·
Libië ·
Macau ·
Maleisië ·
Marokko ·
Mauritanië ·
Mexico ·
Myanmar ·
Nepal ·
Nieuw-Zeeland ·
Noord-Korea ·
Oeganda ·
Oezbekistan ·
Oman ·
Pakistan ·
Palestina ·
Paraguay ·
Peru ·
Polen ·
Qatar ·
Roemenië ·
Rusland ·
Saoedi-Arabië · 
Sierra Leone · 
Singapore ·
Soedan ·
Spanje · 
Sri Lanka ·
Syrië · 
Tadzjikistan · 
Taiwan · 
Thailand · 
Trinidad en Tobago ·
Tunesië ·
Turkije ·
Turkmenistan ·
Uruguay ·
Verenigde Arabische Emiraten ·
Vietnam ·
Zambia ·
Zuid-Afrika ·
Zuid-Jemen ·
Zuid-Korea
KFA · A-internationals · Bondscoaches · Statistieken · Koeweits vrouwenelftal · Koeweit U21 · Koeweit U20 · Koeweit U19 · Koeweit U18 · Koeweit U17
1960 – 1969 · 
1970 – 1979 · 
1980 – 1989 · 
1990 – 1999 · 
2000 – 2009 · 
2010 – 2019 ·
2020 − 2029
WK 1982
OS 1980 ·
OS 1992 ·
OS 2000
1961 · 
1962 · 
1963 · 
1964 · 
1965 · 
1966 · 
1967 · 
1968 · 
1969 · 
1970 · 
1971 · 
1972 · 
1973 · 
1974 · 
1975 · 
1976 · 
1977 · 
1978 · 
1979 · 
1980 · 
1981 · 
1982 · 
1983 · 
1984 · 
1985 · 
1986 · 
1987 · 
1988 · 
1989 · 
1990 · 
1991 · 
1992 · 
1993 · 
1994 · 
1995 · 
1996 · 
1997 · 
1998 · 
1999 · 
2000 · 
2001 · 
2002 · 
2003 · 
2004 · 
2005 · 
2006 · 
2007 · 
2008 · 
2009 · 
2010 · 
2011 · 
2012 · 
2013 ·
2014 ·
2015 ·
2016 ·
2017 ·
2018 ·
2019 ·
2020 ·
2021 ·
2022
Afghanistan ·
Algerije ·
Armenië ·
Australië ·
Azerbeidzjan ·
Bahrein ·
Bangladesh ·
Bhutan ·
Bosnië en Herzegovina ·
Bulgarije ·
Cambodja ·
China ·
Colombia · 
Cyprus ·
DDR ·
Duitsland ·
Ecuador ·
Egypte ·
Engeland ·
Filipijnen ·
Finland ·
Frankrijk ·
Hongarije · 
Hongkong ·
IJsland ·
India ·
Indonesië ·
Irak ·
Iran ·
Ivoorkust ·
Japan ·
Jemen ·
Jordanië ·
Kameroen ·
Kazachstan ·
Kenia ·
Kirgizië ·
Laos ·
Letland ·
Libanon ·
Libië ·
Litouwen ·
Macau ·
Maleisië ·
Mali ·
Malta ·
Marokko ·
Mongolië ·
Myanmar ·
Nepal ·
Nieuw-Zeeland ·
Noord-Korea ·
Noorwegen ·
Oeganda ·
Oezbekistan ·
Oman ·
Pakistan ·
Palestina ·
Polen ·
Portugal ·
Qatar ·
Saoedi-Arabië ·
Singapore ·
Slowakije ·
Soedan ·
Sovjet-Unie ·
Syrië ·
Tadzjikistan ·
Taiwan ·
Thailand ·
Trinidad en Tobago ·
Tsjechië ·
Tsjecho-Slowakije ·
Tunesië ·
Turkmenistan ·
Verenigde Arabische Emiraten ·
Verenigde Staten ·
Vietnam ·
Wales ·
Zambia ·
Zimbabwe ·
Zuid-Korea ·
Zuid-Vietnam
Engeland (1982) · 
Frankrijk (1982) · 
Tsjecho-Slowakije (1982)